# Боведа-дель-Ріо-Альмар
Боведа-дель-Ріо-Альмар (ісп. Bóveda del Río Almar) — муніципалітет в Іспанії, у складі автономної спільноти Кастилія-і-Леон, у провінції Саламанка. Населення — 261 особа (2010).
Муніципалітет розташований на відстані близько 140 км на захід від Мадрида, 40 км на схід від Саламанки.

## Демографія
Динаміка населення (INE ):